# Комсомольский сквер (Тюмень)
Комсомольский сквер находится в Тюмени в Калининском административном округе города в треугольнике, образованном улицами Зои Космодемьянской, Московским трактом и Трактовой улицей. На территории сквера находится одноимённая остановка "Сквер Комсомольский" С помощью которой есть возможность сесть на 3 и 96 автобусы. 

## История

Памятная стела в Комсомольском сквере

История Комсомольского сквера началась в 1961 г., когда по предложению Семена Пацко, работавшего первым секретарём горкома КПСС, на поле между Московским и Червишевским трактами началась посадка деревьев. Ранее на этом месте было поле, на котором тюменцы сажали картофель. После разметки поля комсомольцы, учащиеся двух тюменских вузов и рабочая молодежь железнодорожного узла, заводов начали посадку саженцев лип и других деревьев.
Новоявленный сквер назывался просто «Парк у 30-й школы» по названию находящегося неподалёку учебного заведения. Здесь проводилась Новогодняя ёлка, выступали народный хор под руководством Г.Цыбульского и хор мясокомбината, под открытым небом актёры театра Дворца культуры железнодорожников давали концерты и делали сценические постановки. В 1986 г. при подготовке к 400-летию Тюмени парк получил официальное название «Комсомольский». В 1999 г. в сквере был установлен памятный знак о создании в Тюмени 22 августа 1918 года губернской комсомольской организации.
20 августа 2011 г. праздновалось 50-летие сквера, организованное благотворительным фондом «Комсомольское братство», городским департаментом по делам молодежи и управами Центрального и Калининского округов Тюмени. На праздник были приглашены ветераны комсомольского движения города. В честь праздника в сквере было посажено юбилейное дерево.
Сквер является местом отдыха горожан, в нём работает фонтан. 18 мая 2012 г. в сквере отмечался 90-летний юбилей пионерского движения